# Mizithra
Le mizithra ou myzithra (en grec moderne : μυζήθρα) est un fromage traditionnel grec à base de lait et lactosérum de brebis et/ou de chèvre.

## Description
Le ratio lait / lactosérum est généralement de 7 pour 3. C'est un fromage blanc, frais, doux et non salé, au goût similaire à la ricotta. De formes et de tailles variées, la plus commune est celle d'un cône tronqué. Dans sa version plus forte, il est appelé xynomyzithra (en), et plus âgé on l'appelle anthotyros (en).
Il est mangé en dessert avec du miel ou en mezzé avec des tomates et des olives. À Chypre, le mizithra est connu sous le nom d'Anari (Αναρή en grec).
Le Mizithra aurait donné son nom à la ville byzantine de Mistra.